# Szin Bet
Szin Bet (ש''ב, skrót. od hebr. ‏שירות הביטחון הכללי‎, fonet. Szerut ha-Bitachon ha-Klaliⓘ, pol. Służba Bezpieczeństwa Ogólnego, znana także pod nazwą Szabak) – izraelska służba specjalna, odpowiedzialna za kontrwywiad i bezpieczeństwo wewnętrzne, utworzona 8 lutego 1949. Mottem Szin Betu jest „magen we-lo jera’e” (מָגֵן וְלֹא יֵרָאֶה, dosł. „Obrońca nie powinien być zauważony” lub „Niezauważalna tarcza”). Jej siedziba znajduje się w Rammat Awiwie, północnej dzielnicy Tel Awiwu, na północ od parku ha-Jarkon.
Szin Bet jest jedną z trzech głównych organizacji izraelskich służb specjalnych, obok Amanu oraz Mosadu.

## Zadania
Do zadań powierzonych Szin Betowi należą m.in.:
- ochrona Izraela przed penetracją obcych służb wywiadowczych (kontrwywiad),
- ochrona dostojników, gmachów rządowych i ambasad Izraela na obcym terytorium,
- walka z terroryzmem (głównie arabskim), atakami terrorystycznymi wymierzonymi w interesy państwa żydowskiego.

## Struktura
W skład struktury Szin Betu wchodzą trzy piony operacyjne:
- Wydział spraw arabskich – odpowiedzialny za zwalczanie działalności palestyńskich i innych arabskich organizacji terrorystycznych;
- Wydział spraw niearabskich – odpowiedzialny za zwalczanie działalności obcego wywiadu (dawniej zwłaszcza służb wywiadowczych państw Bloku Wschodniego);
- Wydział ochrony – ochrona dostojników państwowych, budynków rządowych i ambasad.

## Historia

### Utworzenie struktur bezpieczeństwa w Izraelu
Deklaracja niepodległości Izraela, ogłoszona 14 maja 1948 spowodowała zapotrzebowanie na służby wywiadu, kontrwywiadu i bezpieczeństwa wewnętrznego. Z tego powodu, już w maju 1948 r. utworzono Departament Wydziału Operacyjnego Sztabu Głównego – wywiad wojskowy, nazwany później Aman, podlegający pod Sztab Główny Sił Obronnych Izraela.
Utworzony w czerwcu 1948 r. Szabak, początkowo podlegał pod Siły Obronne Izraela – system wzorowany był na regulaminie wojskowym. Agencja ta działała pod nazwą „Internal Shai” zamiennie z „Mahatz”. Bazowała na fundamentach działalności Szerut Jedi’ot – ramienia kontrwywiadu organizacji Hagana, która była główną żydowską organizacją paramilitarną monitorującą inne prawicowe żydowskie organizacje walczące przeciw Brytyjczykom, np. Irgun Cewai Leumi i Lechi.

### Przejęcie tajnego referatu Nikity Chruszczowa
Jednym z pierwszym sukcesów Szin Betu było pozyskanie kopii tajnego referatu Nikity Chruszczowa pt. „O kulcie jednostki i jego następstwach” w 1956 r. W swej wypowiedzi Chruszczow obarczył Stalina odpowiedzialnością za terror oraz śmierć Ławrientija Berii. Polska wersja językowa tekstu została przekazana ambasadzie Izraela w Warszawie, skąd została następnie wysłana do Izraela przez oficera łączności Szin Betu. Rząd izraelski podjął wówczas decyzję o podzieleniu się informacjami ze Stanami Zjednoczonymi, które za zgodą Izraela je opublikowały.

### Pojmanie sowieckiego szpiega Israela Beera
W 1961 r. przez kontrwywiad został pojmany Israel Beer, sowiecki szpieg pracujący w Ministerstwie Obrony w Izraelu. Beer posiadał wiedzę teoretyczną i historyczną na temat terenów wojskowych, co uczyniło z niego eksperta w tych dziedzinach. Zdobył uznanie jako specjalista do spraw wojskowych mimo braku doświadczenia w terenie. W latach pięćdziesiątych był uważany za jednego z wyższych urzędników administracyjnych ministerstwa, ponieważ cywilny kontrakt z izraelskim Ministerstwem Obrony przyznał mu stopień pułkownika. Stanowisko to pozwalało mu sporadycznie otrzymywać różne aktualizacje, w tym materiały niejawne. Beer wykorzystał swój nowy status w Ministerstwie Obrony na swoją korzyść, aby stworzyć wrażenie, że miał bardzo bliskie relacje z Ben-Gurionem i był jednym z jego powierników i doradców. Pomimo jego cywilnego statusu często można go było zobaczyć w mundurze podpułkownika. Ponadto miał zwyczaj spędzać przerwy obiadowe w bazie Sztabu Generalnego, gdzie spotykał się z wyższymi oficerami, z którymi wymieniał informacje i opinie. Przedstawił się jako bliski powiernik Ministra Obrony i dzięki temu zyskał zaufanie wielu swoich kolegów i współpracowników w Bazie Sztabu Generalnego, którzy uważali go nawet za bliskiego łącznika z ministrem i osobę mogącą promować ich zainteresowania osobiste i zawodowe. Niektórzy nawet dostarczyli mu do rozważenia tajne dokumenty, w tym oceny wywiadowcze.
W styczniu 1961 r. Władimir Sokołow, członek sowieckiego wywiadu i pracownik ambasady radzieckiej, był obserwowany, gdy prowadził tajną działalność na pewnym obszarze północnego Tel Awiwu. Szabak postanowił zwiększyć nadzór tego obszaru do codziennego poziomu. 29 marca 1961 około godziny 8:00 inwigilacja wykryła niezidentyfikowaną osobę prowadzącą tajne spotkanie z Sokołowem. Obserwacja ruchów jednostki doprowadziła do mieszkania na drugim piętrze przy ulicy Brandeis 67 w północnym Tel Awiwie – mieszkania Beera.
Następnego wieczoru, 30 marca 1961, około godziny 8:00, zaobserwowano Beera spacerującego po okolicy poprzedniego spotkania, niosącego ciężką aktówkę. Spotkał się z Sokołowem i później widziano go, jak szedł bez teczki, zaś o godzinie 22:40 jak szedł do swojego mieszkania z teczką. W okresie między tymi wydarzeniami obserwowano, jak dwa radzieckie samochody, z których jeden należał do Sokołowa, osobno opuszczały ambasadę ZSRR i zmierzały w kierunku Tel Awiwu. Z jednego z nich wyszedł członek sowieckiego wywiadu z teczką. Według wywiadu Szin Bet, materiał w teczce został skserowany i zwrócony Beerowi. Tej nocy był on przesłuchiwany, przeszukano też jego mieszkanie. Podczas przeszukania odkryto tajne dokumenty. Israela Beera aresztowano rankiem 31 marca 1961 roku. Początkowo zaprzeczył wszelkim oskarżeniom o kontakt z zagranicznymi dyplomatami, ale później przyznał się, że ma powiązania z sowieckim wywiadem, a także ze swoim operatorem Sokołowem.
Beer został poddany procesowi sądowemu i skazany na 10 lat więzienia. W późniejszym czasie złożył apelację do Sądu Najwyższego Izraela, jednakże została ona odrzucona, a jego wyrok przedłużony o 5 lat.

### Wkład w wojnę sześciodniową
W 1967 r. podwójny agent Rif’at al Gamal/Jacques Bitton działający jednocześnie dla Egiptu oraz Izraela przekazał Egiptowi fałszywe informacje dotyczące izraelskich planów bitewnych mówiąc, że atak rozpocznie się operacją naziemną. Strona egipska w ten sposób pozostawiła swoje samoloty na otwartych pasach startowych, co umożliwiło Siłom Powietrznym Izraela znokautowanie lotnictwa Egiptu w przeciągu trzech godzin od rozpoczęcia wojny sześciodniowej. Operacja Jated została później zaklasyfikowana jako najbardziej udane oszustwo w historii izraelskiego wywiadu.

### Walka z terroryzmem
Niemal przez cały czas istnienia współczesnego Izraela (od 1948 r.), podstawowym problemem bezpieczeństwa był i nadal jest terroryzm. Działania Szin Bet w tym środowisku są często skomplikowane, niejasne, balansujące na granicy prawa, a niejednokrotnie ją przekraczają.
Do walki z terroryzmem wykorzystywano różne środki, od kontroli ludności arabskiej, ich życia codziennego, po zamachy na przywódców grup terrorystycznych i ich członków.
Były szef Szabaku w latach 1981–1986 – Awraham Szalom – mówił, że każdy atak terrorystyczny przeciw obywatelom Izraela spotka się z odwetem ze strony Sił Obronnych Izraela i służb specjalnych tego kraju.

### Ochrona Izraela przed penetracją obcych służb specjalnych
Oprócz działań terrorystów, Izrael stał się celem penetracji służb wywiadu państw niearabskich, państw sprzymierzonych i wrogich, m.in. Stanów Zjednoczonych i Związku Radzieckiego oraz krajów tzw. Bloku Wschodniego.
Przykładem jest funkcjonariusz MGB – KGB Wolf Goldstein, pierwszy szpieg tej instytucji działający skutecznie w Izraelu. Jako rosyjski Żyd został zwerbowany jeszcze przez MGB – (Ministerstwo Bezpieczeństwa Państwowego ZSRR – 1946–1953), został wysłany do Izraela w 1948, zatrudniony w izraelskim Departamencie Gospodarczym przy Ministerstwie Spraw Zagranicznych, występując pod nazwiskiem Zeev Avni. W latach pięćdziesiątych XX w. został wysłany na placówkę do Brukseli, następnie do Belgradu. Miał dostęp do izraelskiego systemu łączności rządowej i tajnych materiałów, które przekazywał najpierw MGB, potem KGB.
Aresztowany przez Szin Bet, został skazany na wieloletnie więzienie (gdzie spędził 10 lat).

### Afery
W maju 1987 r. Sąd Najwyższy orzekł, że Szabak stosował nielegalne metody przesłuchiwania, a funkcjonariusze tejże winni są złożenia fałszywych zeznań w sprawie oskarżonego o szpiegostwo porucznika Sił Obronnych Izraela.
Została powołana komisja specjalna, mająca za zadanie sprawdzenie metod i praktyk działalności Szin Bet. W 1987 r. stwierdziła ona, że w ciągu ostatnich 17 lat działalności Służby Bezpieczeństwa Ogólnego jej funkcjonariusze składali fałszywe oświadczenia przed sądem na temat metod działalności i postępowania z więźniami, a znęcanie się fizyczne i moralne nad przesłuchiwanymi było rutynową praktyką.

### Zabójstwo premiera Icchaka Rabina
Szin Bet nie udało się zapobiec zabójstwu premiera Izraela Icchaka Rabina, dokonanemu 4 listopada 1995. To, że morderca – Igal Amir – bez żadnych trudności znalazł się w pobliżu premiera, wywołało oburzenie w rządzie izraelskim, co było główną przyczyną podania się do dymisji ówczesnego szefa agencji Karmila Gilona. Tego dnia planowano symulowany zamach sprawdzający procedury. Przy przejściu krótkiego odcinka do samochodu zrezygnowano z pierścieni otaczających szyk eskortowy z większych odległości. Amir podszedł z tyłu od lewej i wszedł dosłownie pomiędzy eskortujących agentów. Wszyscy odwrócili się w prawo, zamiast kontrolować wzrokiem wyznaczone sektory. Strzały do Rabina zostały oddane niemalże po przystawieniu wylotu lufy do ciała. Broń użyta do zabójstwa była legalna, najprawdopodobniej była to Beretta 92F na amunicję 9mm x 19 Parabellum.

## Dotychczasowi dyrektorzy Szin Betu
- Isser Harel (1948–1952) – jednocześnie pełnił funkcję szefa Mosadu
- Isi Dorot (1952–1953)
- Amos Manor (1953–1963)
- Josef Harmelin (1964–1974)
- Awraham Achituw (1974–1981)
- Awraham Szalom (1981–1986)
- Josef Harmelin (1986–1988)
- Jacob Peri (1988–1994)
- Karmi Gilon (1995–1996)
- Ammi Ajjalon (1996–2000)
- Awi Dichter (2000–2005)
- Juval Diskin (2005–2011)
- Joram Cohen (2011–2016)
- Nadav Argaman (2016-2021)
- Ronen Bar (2021-)